# Gara București Nord

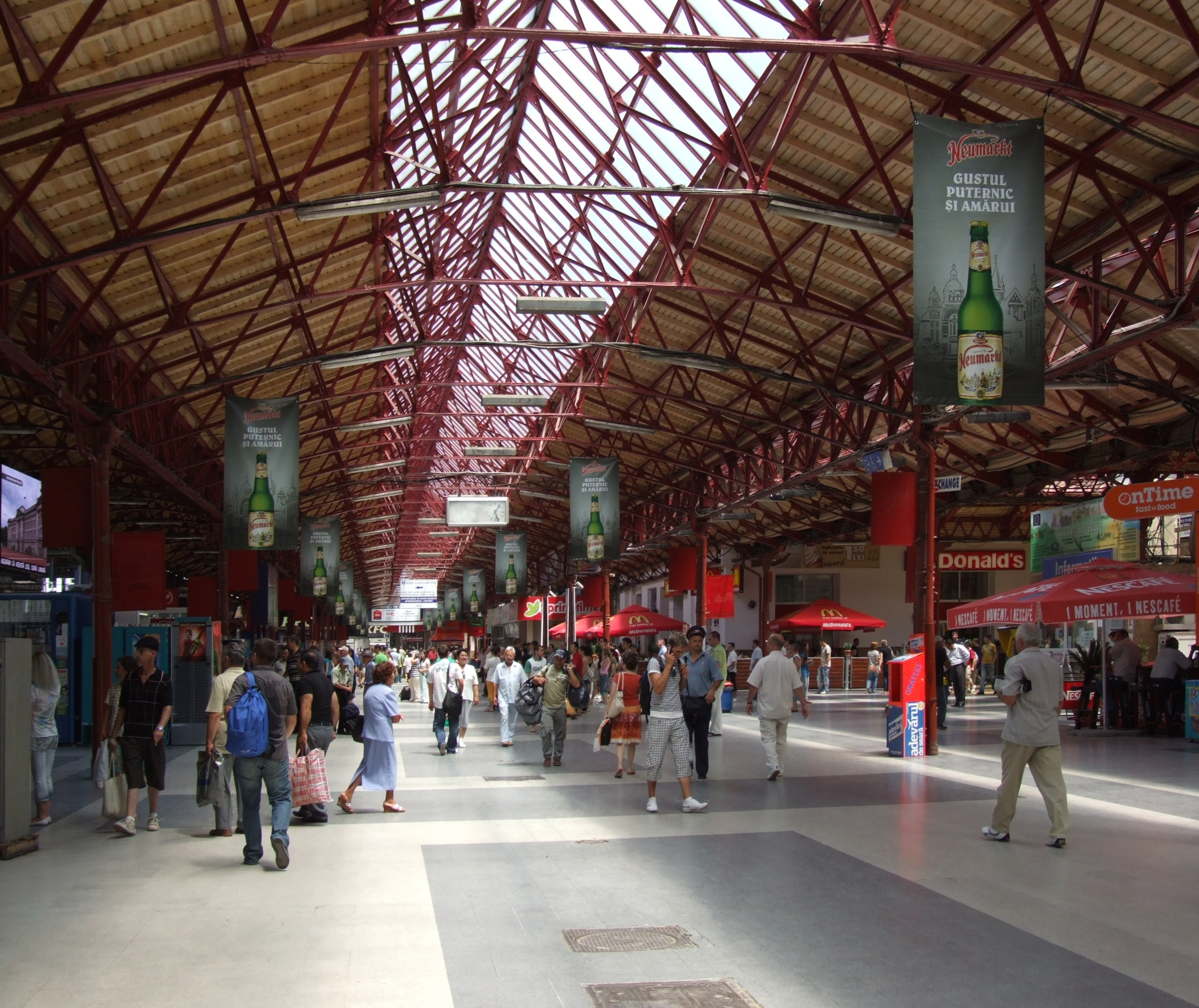
Peronul principal cu spații comerciale

București Nord (în nomenclatorul CFR: București Nord Grupa A, popular Gara de Nord) este cea mai mare stație feroviară a României, situată în municipiul București. Din această gară pleacă și sosesc zilnic aproape 200 de trenuri (numărul acesta este mai mare iarna și vara când se pun în circulație trenuri suplimentare spre litoral și Valea Prahovei). Gara servește trenurilor CFR Călători, operatorilor privați și celor formate împreună cu ale companiilor feroviare internaționale, cu destinații spre Chișinău, Budapesta sau Viena (plus Sofia, Istanbul și Salonic, sezonier). 
București Nord este o stație Terminus, capăt de linie pentru toate magistralele și are un număr de opt peroane și paisprezece linii.
Din Gara de Nord se poate ajunge direct la Aeroportul Internațional Henri Coandă, cu trenuri ale CFR Călători și Transferoviar Călători, operate la o cadență de 40 de minute.
Gara este deservită de diverse rute de autobuze (liniile 105, 123, 162, 178, 182, 196,282), troleibuze (liniile 62, 79, 85, 86, 93, 96, 97), tramvaie (liniile 24, 42, 45, 46 (momentan suspendate), 44) și de două stații de metrou, aflată pe magistralele M1 și M4.

## Istorie

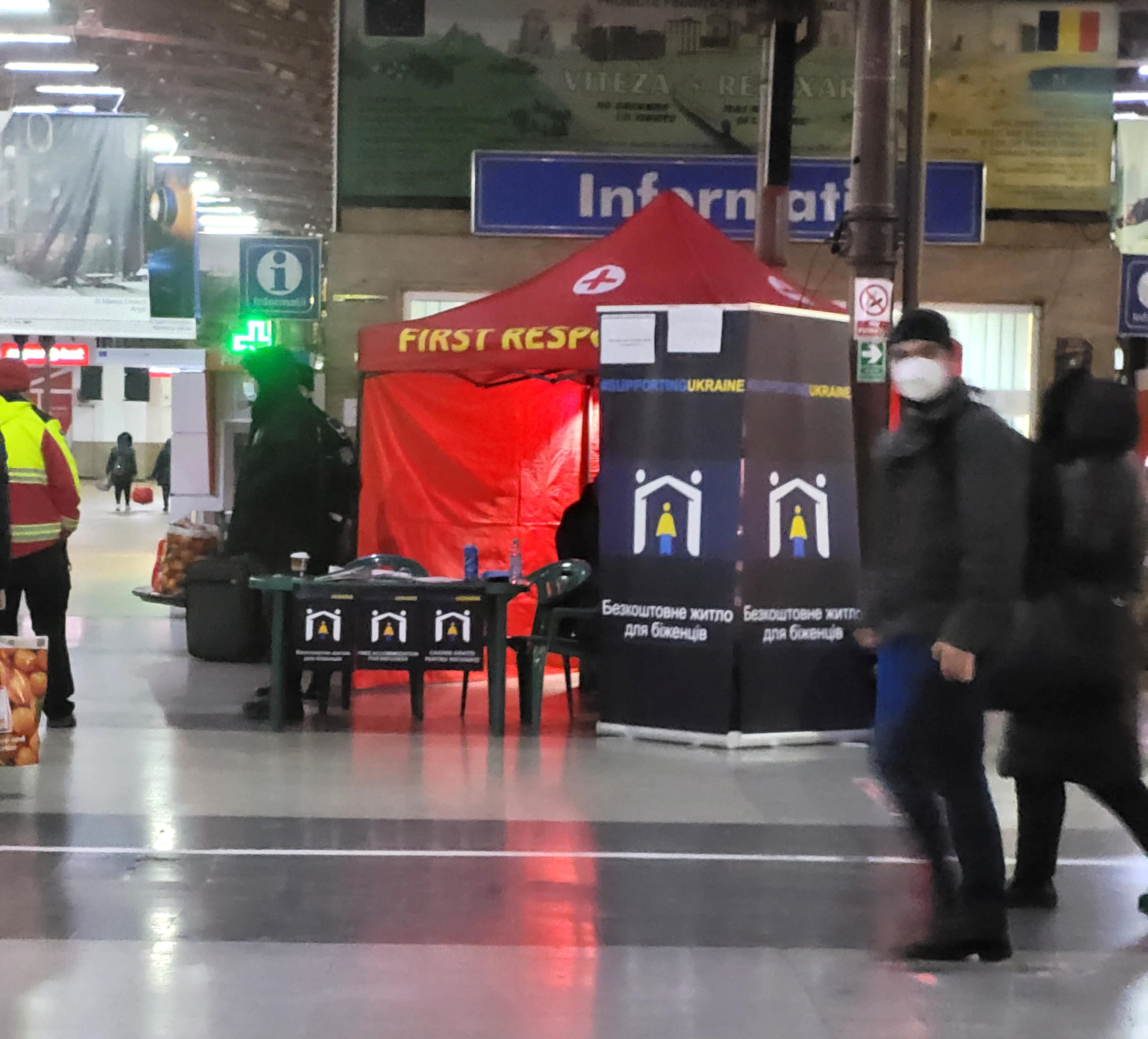
Punct non-stop de informare și coordonare din Gara București Nord, conceput pentru a oferi ajutor refugiaților ucraineni care sosesc în timpul invaziei Rusiei în Ucraina din 2022

Piatra de temelie a gării a fost pusă la 10 septembrie 1868 în prezența lui Carol I, pe un loc ales de domnitor.
Din 13 septembrie 1872, când s-a inaugurat această gară, s-a dat în exploatare circulația feroviară pe linia Roman–Galați–București–Pitești. Stația a fost denumită inițial Gara Târgoviștei (pentru că artera numită astăzi Calea Griviței se numea pe vremea aceea Calea Târgoviștei) urmând ca în 1888 să ia denumirea actuală. Chiar dacă la început această gară nu era concepută pentru a deveni principala gară a Bucureștiului, odată cu trecerea anilor aceasta a devenit principalul nod feroviar al Capitalei dar și al României. Ea a fost construită între anii 1868-1872 fiind concepută în formă de U formată din două corpuri paralele legate la capătul dinspre ateliere de un alt corp în orientare perpendiculară, și de-a lungul timpului i s-au adus modificări. Gara de Nord a început să devină neîncăpătoare încă din 1880, iar în 1928 gara avea șase linii pentru plecări și patru linii pentru sosiri. Din august 1944 s-au refăcut instalațiile de centralizare electrodinamică din gară, iar liniile și peroanele au fost prelungite pentru a se obține lungimi utile de 350 m. Perioada între 1950 și 1990 a cunoscut o creștere foarte mare a traficului feroviar, dar din anul 1990 numărul călătorilor a scăzut de câteva ori, proces care s-a manifestat în toată România. În prezent Gara de Nord este în curs de modernizare. 

## Clădirea
Clădirea gării este inclusă în lista monumentelor istorice cu codul LMI B-II-m-B-18803. Ultima restaurare a avut loc în 1997-1999. 

## Traficul
Conform unor estimări din anul 2009, prin Gara de Nord trec zilnic aproximativ 10.000 de oameni.
Singurele perioade în care traficul din gară se apropie de 15.000 de persoane/zi sunt cele din preajma sărbătorilor religioase.
Numărul călătorilor transportați din și înspre Gara de Nord cu trenurile CFR Călători a fost de 3,6 milioane de persoane în anul 2011 față de 6,3 milioane în anul 2009.
Numărul de călători ai firmelor private (Regio Călători, Transferoviar, Astra Transcarpatic și Softrans) prin gară nu este cunoscut.

## Legături
| Vedere panoramică a Gării De Nord. |

### Transport intern
Din gara București Nord pornesc trenuri care circulă în special pe magistralele 300 (B. Nord-Brașov-Cluj-Napoca-Oradea), 500 (B. Nord-Buzău-Bacău-Suceava-Verești), 700 (B. Nord-Brăila-Galați), 800 (B. Nord-Constanța-Mangalia), 900 (B. Nord-Craiova-Timișoara Nord), 901 (B. Nord-Craiova) și 1000 (B. Nord-Ploiești).

### Transport internațional
Sunt oferite legături directe spre câteva capitale și orașe mari din Europa, respectiv Budapesta, Chișinău, Istanbul, Sofia, Ungheni, și Viena.
Încă de la inaugurarea trenului Orient Express în 1906, compania La Compagnie Internationale des Wagons-Lits a negociat cu guvernul român parcursul ce include Gara de Nord București ca stație de oprire înainte de Constanța, unde se face transbordarea în vapor până la Istanbul. În prezent, trenul Orient Express realizează două croaziere pe an.

## Distanțe față de alte orașe (gări) din România
- București Nord și Alexandria - 133 km
- București Nord și Arad (via Alba Iulia) - 620 km
- București Nord și Arad (via Craiova) - 604 km
- București Nord și Bacău - 302 km
- București Nord și Baia Mare (via Siculeni) - 624 km
- București Nord și Baia Mare (via Cluj Napoca) - 689 km
- București Nord și Brașov - 166 km
- București Nord și Brăila - 199 km
- București Nord și Botoșani (via Verești) - 476 km
- București Nord și Buzău - 128 km
- București Nord și Cluj-Napoca - 497 km
- București Nord și Constanța - 225 km
- București Nord și Craiova (via Caracal) - 209 km
- București Nord și Deva (via Craiova) - 455 km
- București Nord și Drobeta Turnu Severin - 323 km
- București Nord și Galați (via Urziceni) - 229 km
- București Nord și Iași - 406 km
- București Nord și Oradea - 650 km
- București Nord și Ploiești - 59 km
- București Nord și Pitești - 108 km
- București Nord și Satu Mare (via Baia Mare) - 750 km
- București Nord și Satu Mare (via Oradea) - 782 km
- București Nord și Sibiu - 315 km
- București Nord și Suceava - 447 km
- București Nord și Târgoviște - 80 km
- București Nord și Timișoara - 533 km
- București Nord și Tulcea - 334 km   [7]

## Distanțe față de alte orașe (gări) dinEuropa
- București și  Belgrad - 709 km
- București și  Berlin (Gara Berlin Hbf), (via Praga) - 1900 km
- București și  Budapesta (Budapest Keleti), (via Arad) - 872 km
- București și  Budapesta (Budapest Keleti), (via Oradea) - 897 km
- București și  Chișinău (via Iași) - 529 km
- București și  Frankfurt Hauptbahnhof - 1879 km
- București și  Kiev (Gara Kiev Pas), (via Suceava) - 1227 km
- București și  Sofia - 539 km
- București și  Veneția - 1723 km
- București și  Viena (Wien Hauptbahnhof) (via Arad) - 1110 km